# Marek Filanowicz
Marek Filanowicz, właśc. Marian Filanowicz (ur. 1933 w Wilnie, zm. 25 października 2017) – polski dziennikarz.

## Życiorys
Filanowicz pochodził z Wilna, gdzie wychowywany był w duchu patriotyzmu. W latach 1954–1957 studiował na Wydziale Dziennikarskim Uniwersytetu Warszawskiego, a następnie pracował w Państwowych Wydawnictwach Naukowych w Łodzi. W latach 1962–1991 pracował jako redaktor „Głosu Robotniczego”. Jako felietonista, reportażysta i komentator na łamach prasy relacjonował z sali operacyjnej pierwszy w Polsce przeszczep serca, zabiegi zmiany płci oraz narodziny pięcioraczków w Polsce. Ponadto był korespondentem zza granicy – relacjonował wydarzenia z krajów Europy oraz USA i Kanady, a także publikował reportaże z Syberii. Filanowicz był członkiem Zarządu Oddziału Łódzkiego Stowarzyszenia Dziennikarzy Rzeczypospolitej Polskiej.
Został pochowany 3 listopada 2017 na cmentarzu katolickim Doły w Łodzi.

## Książki
- „Spowiedź reżimowego żurnalisty” (Łódź, 2008)[3]

## Odznaczenia
- Krzyż Kawalerski Orderu Odrodzenia Polski,
- Honorowa Odznaka Miasta Łodzi[1].

## Nagrody
- Nagroda Literacka im. Jerzego Wilmańskiego[1].